# Блай, Джон, 3-й граф Дарнли
Джон Блай, 3-й граф Дарнли (англ. John Bligh, 3rd Earl of Darnley; 1 октября 1719 — 31 июля 1781) — англо-ирландский пэр и политик. Был известен как Достопочтенный Джон Блай с 1721 по 1747 год.

## Происхождение и образование
Родился 1 октября 1719 года в окрестностях Грейвзенда в графстве Кент. Младший сын Джона Блая, 1-го графа Дарнли (1687—1728), и леди Теодосии Хайд, 10-й баронессы Клифтон (1695—1722). Он получил образование в Вестминстерской школе в Вестминстере и в Мертон-колледже Оксфордского университета, получив степень магистра искусств в 1738 году.

## Политическая карьера
Джон Блай заседал в Палате общин Великобритании от Мейдстона в 1741—1747 годах и в Ирландской палате общин от Атбоя в 1739—1747 годах.
22 июля 1747 года после смерти своего бездетного старшего брата Эдварда Блая, 2-го графа Дарнли (1715—1747), Джон Блай унаследовал титулы  3-го графа Дарнли в графстве Мит (Пэрство Ирландии),  3-го виконта Дарнли из Атбоя в графстве Мит (Пэрство Ирландии),  3-го барона Клифтона из Ратмора в графстве Мит (Пэрство Ирландии) и  12-го лорда Клифтона из Лейтона Бромсуолда (Пэрство Англии).
Лорд Дарнли скончался 31 июля 1781 года в возрасте 61 года.

## Семья
11 сентября 1766 года лорд Дарнли женился на Мэри Стойт (? — 27 марта 1803), дочери Джона Стойта. У супругов было семеро детей:
- Джон Блай, 4-й граф Дарнли (30 июня 1767 — 17 марта 1831), старший сын и преемник отца.
- Генерал Достопочтенный Эдвард Блай[англ.] (19 сентября 1769 — 2 ноября 1840)
- Леди Мэри Блай (? — 4 марта 1796), в 1789 году она вышла замуж за сэра Лоуренса Палка, 2-го баронета[англ.] (1766—1813).
- Леди Теодосия Блай (февраль 1771 — 21 января 1840), она вышла замуж за своего троюродного брата Томаса Чербурга Блая[англ.] (1761—1830)
- Леди Сара Блай (10 февраля 1772 — апрель 1797)
- Леди Кэтрин Блай (1775 — 11 февраля 1812), в 1804 году она вышла замуж за арльза Вейна, 3-го маркиза Лондондерри
- Полковник Достопочтенный Уильям Блай (25 сентября 1775 — 8 августа 1845), женился на леди Софии Стюарт, дочери Джона Стюарта, 7-го графа Галлоуэя.